# Radka Zelníčková
Radka Zelníčková (* 13. Juni 2003) ist eine slowakische Tennisspielerin.

## Karriere
Zelníčková begann mit acht Jahren das Tennisspielen und bevorzugt Hartplätze. Sie spielt bislang vor allem Turniere der ITF Women’s World Tennis Tour, wo sie bislang drei Einzeltitel und 15 Titel im Doppel gewinnen konnte.
2021 startete sie bei den French Open sowohl im Juniorinneneinzel als auch im Juniorinnendoppel, kam aber in beiden Wettbewerben nicht über die erste Runde hinaus. In Wimbledon erreichte sie mit ihrer Partnerin Darja Viďmanová im Juniorinnendoppel das Viertelfinale.

## Turniersiege

### Einzel
| Nr. | Datum         | Turnier             | Kategorie | Belag     | Finalgegnerin      | Ergebnis         |
| --- | ------------- | ------------------- | --------- | --------- | ------------------ | ---------------- |
| 1.  | 17. März 2024 | Monastir            | ITF W15   | Hartplatz | Elena Milovanović  | 6:2, 4:2 Aufgabe |
| 2.  | 24. März 2024 | Monastir            | ITF W15   | Hartplatz | Evialina Laskevich | 5:7, 6:3, 6:2    |
| 3.  | 14. Juli 2024 | Grodzisk Mazowiecki | ITF W15   | Hartplatz | Katherine Barnes   | 6:4, 6:2         |

### Doppel
| Nr. | Datum              | Turnier            | Kategorie | Belag     | Partnerin             | Finalgegnerinnen                       | Ergebnis          |
| --- | ------------------ | ------------------ | --------- | --------- | --------------------- | -------------------------------------- | ----------------- |
| 1.  | 14. August 2021    | Bratislava         | ITF W15   | Sand      | Chantal Škamlová      | Pia Lovrič Adrienn Nagy                | 6:3, 7:65         |
| 2.  | 27. November 2021  | Iraklio            | ITF W15   | Sand      | Nicole Khirin         | Julia Kimmelmann Lian Tran             | 6:2, 6:4          |
| 3.  | 19. August 2023    | Monastir           | ITF W15   | Hartplatz | Jekaterina Schalimowa | Anastassija Gurjewa Beatrice Stagno    | 64:7, 6:1, [10:8] |
| 4.  | 26. August 2023    | Monastir           | ITF W15   | Hartplatz | Anastassija Gurjewa   | Kristina Milenkovic Sandra Samir       | 6:3, 5:7, [11:9]  |
| 5.  | 23. September 2023 | Pazardzhik         | ITF W40   | Sand      | Cristina Dinu         | Gergana Topalowa Daniela Vismane       | 1:6, 7:5,[10:6]   |
| 6.  | 18. Februar 2024   | Monastir           | ITF W15   | Hartplatz | Tereza Valentová      | Angelica Raggi Ani Wangelowa           | 6:4, 6:2          |
| 7.  | 16. März 2024      | Monastir           | ITF W15   | Hartplatz | Mingge Xu             | Elena Milovanović Tamira Paszek        | 2:6, 6:2, [10:6]  |
| 8.  | 23. März 2024      | Monastir           | ITF W15   | Hartplatz | Evialina Laskevich    | Elena Milovanović Isabella Shinikova   | 6:0, 6:1          |
| 9.  | 27. April 2024     | Antalya            | ITF W15   | Sand      | Natalia Siedliska     | Aya El Aouni Alina Granwehr            | 6:2, 6:2          |
| 10. | 25. Mai 2024       | Kuršumlijska Banja | ITF W35   | Sand      | Xenija Laskutowa      | Michaela Bayerlová Lija Karatantschewa | 5:7, 7:63, [11:9] |
| 11. | 27. Juli 2024      | Segovia            | ITF W35   | Hartplatz | Lija Karatantschewa   | Alexandra Osborne Anna Rogers          | 2:6, 6:3, [10:3]  |
| 12. | 14. September 2024 | Santarém           | ITF W35   | Hartplatz | Anastassija Gurjewa   | Sarah Beth Grey Katarína Kužmová       | 7:5, 6:1          |
| 13. | 18. Januar 2025    | Monastir           | ITF W15   | Hartplatz | Sapfo Sakellaridi     | Dalayna Hewitt Elena Milovanović       | 6:1, 6:3          |
| 14. | 29. März 2025      | Monastir           | ITF W15   | Hartplatz | Sapfo Sakellaridi     | Lavinia Luciano Maria Toma             | 6:2, 6:3          |
| 15. | 5. April 2025      | Monastir           | ITF W15   | Hartplatz | Sapfo Sakellaridi     | Sofya Gapankova Darja Chamuzjanskaja   | 6:1, 6:0          |